# Herb Lelczyc
Herb Lelczyc – jeden z symboli Lelczyc nadany miastu 8 czerwca 2001 przez Lelczycką Rejonową Radę Delegatów.
Jest również herbem rejonu lelczyckiego.

## Opis herbu
Na tarczy hiszpańskiej na błękitnym polu stylizowany, wznoszący się bocian biały w naturalnych kolorach, poniżej wieniec dębowy w barwie złotej.

## Znaczenie
Bocian jest symbolem szczęścia, zmartwychwstania i życia oraz odwołuje się do wiary chrześcijańskiej. Dąb z kolei uosabia nieśmiertelność, długowieczność i niewzruszoną moc.
Ułożenie godła na tarczy oraz użyte kolory - błękit i złoto, nawiązują do barw oraz ułożenia godła herbu Leliwa, którym pieczętowali się ostatni właściciele Lelczyc hrabiowie Tyszkiewiczowie.

herb Leliwa

## Historia
Projekt powstał w Lelczycach, a następnie został dostosowany do zasad heraldyki. Lelczycka Rejonowa Rada Delegatów ustanowiła herb 8 czerwca 2001. 5 lipca 2002 został on zarejestrowany w Rejestrze Herbowym Republiki Białorusi.